# Duo U&U
Pour les articles homonymes, voir Duo (homonymie).
Albums de W
2nd W
(2005)
Singles
 Duo U&U  (デュオU&U) est le premier album du groupe de J-pop W, sorti en 2004.

## Présentation
L'album sort le 2 juin 2004 au Japon sous le label zetima, alors que les deux membres du duo font encore partie en parallèle des groupes Morning Musume et Mini Moni, qu'ils quitteront le mois suivant. Il atteint la 4e place du classement de l'Oricon, et reste classé pendant douze semaines, pour un total de 85 017 exemplaires vendus durant cette période. Les premiers exemplaires ("First Press") contiennent un livret en supplément.
L'album est uniquement composé de reprises de chansons sortis en singles par le passé par d'autres duos féminins japonais, notamment The Peanuts et Pink Lady dont deux titres chacun sont repris ; l'un d'eux, Koi no Vacance, était sorti en single le mois précédent. Parmi les autres titres de l'album figurent une reprise de Samishii Nettaigyo de Wink, et une de Give Me Up de BaBe, adaptation en japonais de la chanson homonyme de Michael Fortunati. Des clips vidéo sont tournés pour cinq des reprises pour la vidéo W no Eizo no Sekai Vol. 1 qui sortira quatre mois plus tard.

## Liste des titres
| 1.    | Koi no Vacance (恋のバカンス)                   | The Peanuts (1963)           | 2:54 |
| 2.    | Southpaw (サウスポー)                           | Pink Lady (1978)             | 3:36 |
| 3.    | Nagisa no "......" (渚の『……』)                 | Ushiroyubi Sasaregumi (1986) | 4:15 |
| 4.    | Shiroi Iro wa Koibito no Iro (白い色は恋人の色) | Betsy & Chris (1969)         | 2:53 |
| 5.    | Osaka Rhapsody (大阪ラプソディー)               | Unabara Senri Banri (1975)   | 3:09 |
| 6.    | Matsu wa (待つわ)                               | Aming (1982)                 | 4:24 |
| 7.    | Samishii Nettaigyo (淋しい熱帯魚)               | Wink (1989)                  | 4:38 |
| 8.    | Kakemeguru Seishun (かけめぐる青春)             | Beauty Pair (1976)           | 3:18 |
| 9.    | Nagisa No Sindbad (渚のシンドバッド)            | Pink Lady (1977)             | 2:29 |
| 10.   | Koi no Indian Ningyō (恋のインディアン人形)     | Rinrin Ranran (1974)         | 3:04 |
| 11.   | Suki yo Captain (好きよキャプテン)              | The Lilies (1975)            | 3:04 |
| 12.   | Sentimetal Boy (センチ・メタル・ボーイ)         | Kilala & Ulala (1984)        | 3:42 |
| 13.   | Oatsuraemuki no Destiny (お誂え向きのDestiny)   | Key West Club (1991)         | 3:04 |
| 14.   | Give Me Up                                      | BaBe (1987)                  | 4:16 |
| 15.   | Jōnetsu no Hana (Passion Flower) (情熱の花 ...) | The Peanuts (1959)           | 2:29 |
| 51:15 |                                                 |                              |      |